# 尊帕诺
尊帕诺（義大利語：Zumpano），是意大利科森扎省的一个市镇。总面积8平方公里，人口2352人，人口密度294.0人/平方公里（2009年）。ISTAT代码为078155。